# آزید تالیوم
آزید تالیوم (به انگلیسی: Thallium azide) با فرمول شیمیایی TlN۳ یک ترکیب شیمیایی است. که جرم مولی آن ۲۴۶٫۴۰۳۵ می‌باشد. شکل ظاهری این ترکیب، زرد-قهوه‌ای است.